# Kannur Cantonment
Kannur Cantonment is een kantonnement in het district Kannur van de Indiase staat Kerala. 

## Demografie
Volgens de Indiase volkstelling van 2001 wonen er 4.699 mensen in Kannur Cantonment, waarvan 65% mannelijk en 35% vrouwelijk is. De plaats heeft een alfabetiseringsgraad van 89%. 